# جاوشير شائك
جاوشير شائك (الاسم العلمي:Opopanax horridus) هو نوع غير مؤكد من النباتات يتبع جنس الجاوشير من الفصيلة الخيمية.